# Pyrrhia exprimens
Pyrrhia exprimens är en fjärilsart som beskrevs av Walker 1857. Pyrrhia exprimens ingår i släktet Pyrrhia och familjen nattflyn. Enligt den finländska rödlistan är arten starkt hotad i Finland. Artens livsmiljö är friska och torra lundar. Inga underarter finns listade.

## Bildgalleri

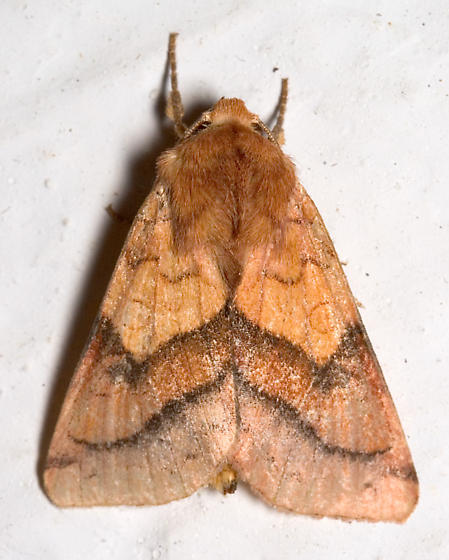